# Kiki Bertens
Kiki Bertens (n. 10 decembrie 1991, Wateringen⁠(d), Olanda de Sud, Țările de Jos) este o jucătoare profesionistă de tenis din Țările de Jos, semifinalistă la turneul de tenis de la Roland Garros în 2016. Cea mai bună clasare a carierei a fost locul 4 mondial.  

## Viața personală
S-a căsătorit în 2019 cu fizioterapeutul ei. 

## Legături externe
Materiale media legate de Kiki Bertens la Wikimedia Commons
- nl website[nefuncțională]
- Kiki Bertens la Women's Tennis Association
- Kiki Bertens la International Tennis Federation
- Kiki Bertens pe site-ul Fed Cup
- en Kiki Bertens la Olympedia.org